# イゴル・アスタルロア
イゴル・アスタルロア・アスカスィバル（Igor Astarloa Askasibar、1976年3月29日 - ）は、スペイン、バスク自治州ビスカヤ県エルムア出身の元自転車競技（ロードレース）選手。

## 経歴
2000年に、メルカトーネ・ウノと契約を結んでプロ転向。
サエコに移籍した2002年、ジロ・デ・イタリアに初出場し総合53位。ブリクシア・ツアー総合優勝、クラシカ・サンセバスティアン、HEWクラシックス及びジャパンカップサイクルロードレースで共に2位に入る。
2003年、カナダのハミルトンで開催された、世界自転車選手権ロードレースにおいて、アレハンドロ・バルベルデ（2位）、ペーター・ファンペテヘム（3位）らを抑えて優勝。
2004年、コフィディスに移籍。しかしその年の春、当時所属していたデヴィッド・ミラーを含めたチームぐるみのドーピング疑惑が持たれ、問題が解決するまでチーム活動を自粛することになったため、同月5月にランプレに移籍。ジロ・デ・イタリアに出場した（総合56位）。
しかしUCIプロツアー開始元年の2005年を目前にしてランプレから契約解除を受け、同年シーズンより、プロフェッショナルコンチネンタルチームであるバルロワールドに移籍した。
2006年、ミラノ〜トリノを制覇。
2007年、チーム・ミルラムに移籍したが、2008年5月29日に同チームを解雇された。
2009年、アミーカチップス・クナウフに移籍。同年引退。

## 注記
1. ↑  サイクリングニュース2008年5月30日付記事（英語）によると、血液ドーピングの疑いが持たれたため。